# Marcus Ulpius Traianus (senator)
Marcus Ulpius Traianus (Itálica, ca. 30 - ca. 100) was een Romeins politicus. Hij was de vader van de latere gelijknamige keizer Traianus en staat daarom ook wel bekend als Traianus Pater.

## Afkomst en familie
Traianus stamde uit de gens Ulpia, een oud Etruskisch geslacht, dat oorspronkelijk afkomstig was uit Tuder in Umbria. Enige tijd na de Tweede Punische Oorlog had de familie zich echter gevestigd in Itálica in de provincia Hispania Baetica. Traianus behoorde aanvankelijk tot de stand van de equites, de tweede stand in het Romeinse Rijk. Door keizer Vespasianus werd hij, als eerste van zijn familie, opgenomen in de patriciërsstand. Hieruit kan worden opgemaakt dat hijzelf of zijn familie zeer welgesteld was, want om in de patriciërsstand te worden opgenomen, was destijds een bezit van een miljoen sestertiën vereist.
Omstreeks 48 trouwde Traianus met Marcia, een dochter van Barea Soranus. Traianus en Marcia kregen een dochter, Ulpia Marciana (geb. omstreeks 48) en een zoon, die evenals zijn vader Marcus Ulpius Traianus heette (geb. 18 september 53) en die later princeps (keizer) van het Romeinse Rijk zou worden.

## Politieke carrière
De meeste historici menen dat Traianus ergens tussen 60 en 65 proconsul was van Hispania Baetica, de provincie waaruit hij zelf afkomstig was, al plaatsen sommigen dit ambt pas ná Traianus' periode met het Legio X Fretensis in Judea. In dat laatste geval is het mogelijk dat Traianus reeds een officier was in het Legio X Fretensis onder Gnaius Domitius Corbulo en zo deelnam aan de veldtocht tegen de Parthen.
Hoe het ook zij, duidelijk is dat Traianus van 66 tot 69 legatus legionis was van het Legio X Fretensis, dat in die tijd streed in de Joodse Oorlog. In oudere literatuur wordt deze periode nogal eens gesteld tot 68, maar uit de inscriptie op een Romeinse mijlpaal uit het najaar van 69 blijkt dat Traianus toen nog in functie was. Volgens Flavius Josephus onderscheidde hij zich door een moedig optreden, onder meer bij de verovering van Jaffa in 67.
In het vierkeizerjaar gaf Traianus zijn steun aan Vespasianus. Als dank voor zijn steun nam Vespasianus hem op in de senaat. In september-oktober 70 was Traianus consul suffectus. Bovendien werd hij opgenomen in de quindecemviri sacres faciundis, een oud college van 15 priesters met veel aanzien in de verering van Apollo. Later dat jaar werd hij aangesteld als legatus Augusti pro praetore van Cappadocia.
Van 73 tot 78 was Traianus legatus Augusti pro praetore van Syria. Tijdens zijn ambtstermijn ontving hij de ornamenta triumphalia, waarmee hij geëerd werd voor een overwinning aan de oostgrens van het rijk. Traianus' gelijknamige zoon was tribunus laticlavius in Traianus' leger. Romeinse historici vermelden de oorlog in kwestie niet en het is niet geheel duidelijk tegen wie de strijd geleverd werd. De Parthische koning Vologases I had destijds een vredesverdrag gesloten met Vespasianus, maar toen Vologases' hulp inriep tegen de oprukkende Alanen, weigerde Vespasianus zijn steun. Het is mogelijk dat Vespasianus alsnog besloot de Syrische legioenen in te zetten tegen de Alanen, maar het is evenmin ondenkbaar dat Vespasianus' weigering tot zodanige spanningen met de Parthen leidde dat het tot een militair treffen kwam.
In de zomer van 79 ontving Traianus het priesterambt van sodalis Flavialis. In 79/80 was hij proconsul van Asia, een post die beschouwd werd als kroon op een succesvolle senatoriale carrière.

## Dood en nalatenschap
Traianus overleed vermoedelijk omstreeks 100. Mogelijk heeft hij het principaat van zijn zoon, die in 98 keizer werd, nog meegemaakt. In 113 werd Traianus op initiatief van zijn zoon (die toen keizer was) vergoddelijkt als divus Traianus pater.